# Antonio Victor Pildain y Zapiain
Antonio Victor Pildain y Zapiain (Lezo, 17 gennaio 1890 – Las Palmas de Gran Canaria, 17 maggio 1973) è stato un vescovo cattolico e politico spagnolo.
Fu vescovo delle Isole Canarie dal 1936 al 1966. Il suo episcopato fu il più lungo nella storia della diocesi ed è considerato uno dei personaggi più rilevanti della storia delle Isole Canarie del XX secolo. Ebbe anche una breve esperienza in politica, essendo stato membro del Congresso dei Deputati dal 1931 al 1933.

## Biografia

### Infanzia e formazione
Antonio Victor Pildain y Zapiain nacque a Lezo, nella provincia basca di Gipuzkoa, il 17 gennaio 1890. Suo padre Gabriel Pildain Arrevia, era un commerciante di mare nel porto di Pasaia. Sua madre, María Zapiain Arrillaga, era un'insegnante elementare.
Dopo gli studi primari nella sua città natale, entrò nel seminario minore di Andoain dove studiò discipline umanistiche. In seguito fu ammesso al seminario maggiore di Vitoria, dove compì gli studi di filosofia. Fu uno studente brillante e ottenne sempre i voti migliori. Questo gli permise di ottenere una borsa di studio per proseguire gli studi presso il Pontificio Collegio Spagnolo di San Giuseppe a Roma. Dal 1907 al 1912 studiò per il dottorato in teologia presso la Pontificia Università Gregoriana. La sua tesi ricevette anche un premio internazionale.
Il 13 settembre 1913 fu ordinato presbitero.

### Ministero sacerdotale a Vitoria
Il suo primo incarico come sacerdote fu quello di professore di lingua ebraica, storia della filosofia e teologia dogmatica nel stesso seminario di Vitoria.
Nel 1918 si rese vacante il seggio di canonico lettore della cattedrale di Vitoria. Il suo ultimo titolare, Mateo Múgica Urrestarazu, era stato nominato vescovo di Osma. Pildain fu chiamato a succedergli. Come canonico lettore divenne il teologo del capitolo della cattedrale. Durante il decennio successivo si distinse come brillante oratore. Sia da Madrid sia da altre città spagnole gli fu chiesto di tenere prediche dal pulpito durante le celebrazioni liturgiche.

### Carriera politica durante la Seconda Repubblica
Con l'avvento della Seconda Repubblica spagnola nell'aprile del 1931, dopo l'esilio del re Alfonso XIII, nei Paesi Baschi e in Navarra si formò una coalizione cattolico-fuerista per presentare candidature congiunte per le elezioni generali del 1931. Quella coalizione riunì i due rami allora esistenti del carlismo, i monarchici alfonsiniani e il Partito Nazionalista Basco (PNV), e altri gruppi cattolici collegati. Gli assi di questa candidatura erano, da un lato, la difesa dei diritti della Chiesa cattolica, con un forte attacco alle disposizioni adottate dal governo provvisorio repubblicano sulla libertà di religione e l'esclusione dell'educazione religiosa cattolica dai curricula scolastici, e il reinserimento dei fuero basco-navarrini, aboliti nel 1839, con uno statuto di autonomia basca (Statuto di Estella).
Antonio Pildain si presentò nel collegio di Gipuzkoa come cattolico indipendente all'interno di quella coalizione, che in questo territorio fu chiamata candidatura basca pro-statuto e fu eletto deputato. Con 35.942 voti fu il candidato più votato di tale circoscrizione elettorale nelle elezioni del 28 giugno 1931. Sia Pildain sia i suoi colleghi delle coalizioni cattolico-fueriste formarono nelle Cortes la cosiddetta minoranza basca-navarrina, composta da un totale di quindici deputati.
Alla manifestazione tenutasi a Guernica il 12 luglio dello stesso anno, Pildain disse tra l'altro:
Riferendosi allo Statuto di Estella disse:
Indalecio Prieto, in uno dei suoi successivi discorsi alle Cortes, fece una battuta su alcune delle idee contenute nel discorso di Pildain affermando che ciò che si voleva con lo Statuto di Estella era stabilire una Gibilterra vaticana.
La cosa più controversa del discorso di Pildain furono i suoi commenti riguardo al rogo di chiese e conventi che crearono un'enorme polverone in tutta la Spagna:
Nel suo mandato come deputato alle Cortes, durante la legislatura costituente, si distinse per la sua ardente difesa delle prerogative della Chiesa. In qualità di relatore al Congresso, discusse di questioni riguardanti la Chiesa e l'insegnamento con parlamentari come Fernando de los Ríos, Álvaro de Albornoz e Julián Besteiro. Il politico di destra José María Gil-Robles y Quiñones in quegli anni elogiò le sue doti oratorie: "Nel gruppo basco-navarrino dei costituenti alle Cortes, i discorsi di don Antonio Pildain - in seguito un virtuoso vescovo di Gran Canaria - rivelavano un'altissima eloquenza e una cultura solida ed estesa". I suoi dodici discorsi parlamentari furono successivamente raccolti in un libro intitolato "En defensa de la Iglesia y de la libertad de enseñanza" e pubblicato a Madrid nel 1935.
Il 13 ottobre 1931 la minoranza basca-navarrina lasciò il Congresso in segno di protesta per l'approvazione degli articoli 24 e 26 della Costituzione che proibiva l'insegnamento alle istituzioni religiose, vietava i sussidi statali alla Chiesa e decretava l'espulsione degli ordini religiosi che prevedevano il voto di fedeltà al papa. Tra questi vi era la Compagnia di Gesù. Il 9 dicembre fu approvata la Costituzione della Seconda Repubblica spagnola che era di natura secolare e che riservava le relazioni con la Santa Sede allo Stato spagnolo. Una delle principali aspirazioni della minoranza basca-navarrina era divenuta incostituzionale. Dopo l'approvazione della Costituzione, i deputati della minoranza basco-navarrina tornarono al Congresso, ma la forza della coalizione cattolica finì per rompersi di fatto, a causa di disaccordi tra il PNV e il resto dei movimenti a causa della direzione da seguire da allora in avanti in relazione allo Statuto e ad altre questioni. Infatti il PNV aveva adottato un atteggiamento più possibilistico verso le autorità repubblicane. Pildain rimase al Congresso come deputato più o meno legato al PNV, sebbene mantenne sempre il suo carattere indipendente all'interno della minoranza. Alle elezioni generali spagnole del 1933 il PNV cercò di convincere Pildain a ricandidarsi tra le sue file, ma il canonico, che si era sempre considerato estraneo alla politica, abbandonò la sua breve carriera politica per tornare al ministero pastorale.

### Ministero pastorale e nomina a vescovo (1933-37)
Negli anni seguenti Pildain, parallelamente al suo lavoro come canonico della cattedrale di Vitoria, si dedicò a un lavoro di apostolato tra le classi lavoratrici e i giovani tenendo corsi per i giovani di Azione Cattolica, incontri di catechesi a Villa Suso a Vitoria e pronunciando discorsi nei centri dei lavoratori, nelle cappelle e nelle missioni popolari. Fu molto attivo in tutti i tipi di assemblee religiose e sociali.
Il suo lavoro fu infine premiato quando il 18 maggio 1936 papa Pio XI lo nominò vescovo delle Isole Canarie. Tuttavia, la nomina di Pildain comportava dei problemi. In primo luogo, l'ambasciatore della Repubblica presso la Santa Sede protestò per la nomina, a causa della vecchia militanza politica di Pildain e del fatto che la Santa Sede non ne avesse precedentemente informato il governo spagnolo. Poco dopo, nel luglio dello stesso anno, scoppiò la guerra civile spagnola. Monsignor Pildain in quel momento si trovava a Roma. Anche l'ambasciatore non ufficiale dei ribelli franchisti presso la Santa Sede protestò per la nomina in quanto considerava Pildain un nazionalista basco. A quel punto, tuttavia, Pildain si era allontanato notevolmente dal PNV e il regime di Francisco Franco alla fine non si oppose alla sua nomina. Ricevette l'ordinazione episcopale il 14 febbraio 1937 a Roma dal cardinale Federico Tedeschini, co-consacranti il vescovo di Tortosa Félix Bilbao y Ugarriza e quello di Cartagena Miguel de los Santos Díaz y Gómara. Le autorità franchiste si limitarono a porre il veto sulla presenza alla cerimonia di monsignor Mateo Múgica y Urrestarazu, mentore del nuovo vescovo e sostanzialmente colui che aveva proposto la sua nomina. Egli aveva infatti denunciato le violenze dei franchisti contro i baschi e per questo era stato espulso dal paese. Monsignor Pildain prese possesso della diocesi il 19 marzo successivo.

### Vescovo delle Isole Canarie (1936-1966)

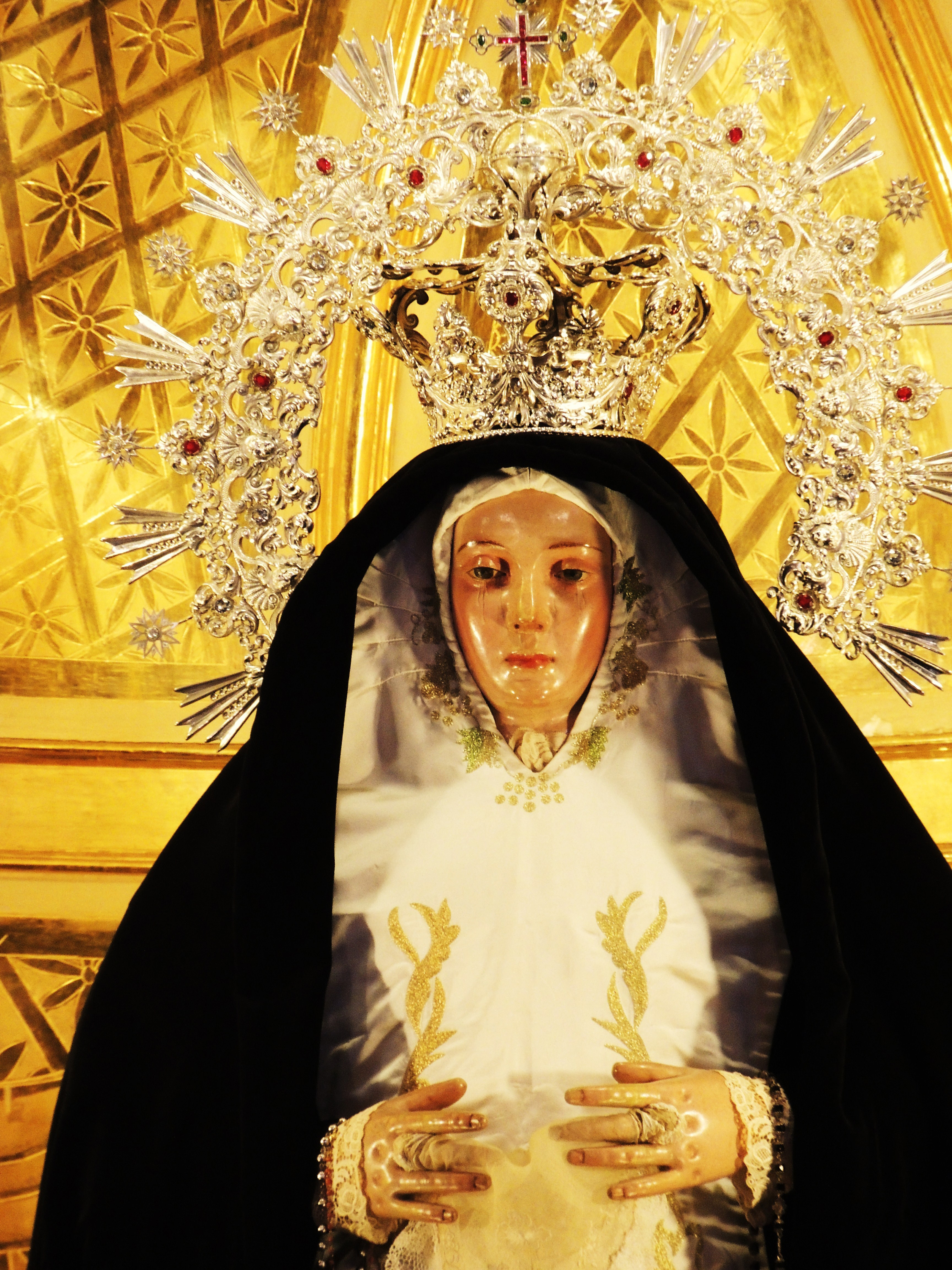
Immagine di Nostra Signora della Solitudine. Monsignor Pildain professò verso di essa grande devozione e il 19 marzo 1964 la incoronò in nome di papa Giovanni XXIII.

Fu vescovo delle Isole Canarie dal 1936 al 1966. Il suo episcopato fu il più lungo nella storia della diocesi ed è considerato uno dei personaggi più rilevanti della storia delle Isole Canarie del XX secolo.
In occasione della Quaresima del 1945 pubblicò una lettera pastorale che affermava l'incompatibilità fra la fede cristiana e il comunismo.
Si disse che almeno in un'occasione, come vescovo delle Isole Canarie, sia intervenuto all'ingresso dell'abisso di Jinámar, situato nei campi vulcanici del comune di Telde, sull'isola di Gran Canaria, per evitare alcuni degli atti repressivi che si verificarono durante la guerra civile spagnola in questo luogo. Gli eventi ebbero luogo di notte, allo scopo di tenerli nascosti alla popolazione. I detenuti venivano trasportati in camion dai centri di detenzione. La maggior parte provenivano dal campo di concentramento di La Isleta, nei pressi di Las Palmas de Gran Canaria, che rimase aperto fino al 1957. Una volta raggiunto il baratro di Jinámar i prigionieri venivano giustiziati e i cadaveri gettati nell'abisso.
Inoltre, durante la guerra e al fine di evitare i crimini della parte ribelle, proibì persino ai suoi sacerdoti di collaborare con le autorità franchiste nel denunciare i simpatizzanti repubblicani. In questo senso, il teologo Enrique Miret Magdalena definì il lavoro pastorale del vescovo basco durante la guerra civile e la dittatura di Franco nel modo seguente: "Una questione che preoccupava molto Pildain era la persecuzione politica ai tempi di Franco, che spesso si verificava senza un processo equo. Così andò a visitare i prigionieri politici nella sua diocesi, interessandosi dei loro parenti e chiedendo non solo giustizia autentica, ma anche perdono".
Il vescovo Pildain era decisamente tradizionalista nell'ordine culturale, un integralista o, come si definiva lui stesso, "intollerante dottrinale", ma al contempo era "tollerante" nei confronti dell'uomo concreto. Così, da un lato, si distinse per il suo rigore morale in materia di vestiario e di "buone usanze", divenendo famoso per la lettera pastorale che fece leggere nella sua diocesi sul film Gilda, di cui vietò la visione ai cattolici.
Proprio per questo era anche un critico energico e sincero del regime di Francisco Franco nella misura in cui pensava che non fosse pienamente conforme alle idee cattoliche che sosteneva di difendere. Alienatosi le simpatie del regime sin dall'inizio, si dedicò completamente alla sua missione religiosa, alle relazioni con il mondo del lavoro e all'aiuto ai poveri. Come segno della sua persona vale la pena ricordare che, un mese dopo essere arrivato nella sua diocesi, quando era ancora in corso la guerra civile, visitò il carcere di Gando, dove c'erano numerosi prigionieri politici. Anche nelle sue lettere pastorali sottolineò il fatto che la guerra civile era stata causata in gran parte dal fatto che la Chiesa aveva dimenticato le classi lavoratrici e popolari, che aveva permesso la penetrazione di idee che consideravano dannose, invece di evangelizzare quegli strati della popolazione. Disse che anche gli eccessi del capitalismo avevano parimenti contribuito a nutrire queste idee e che pertanto dovevano essere eliminati. Si può quindi dire che reindirizzò il clero della sua diocesi verso un'opera di apostolato a favore di poveri, malati e bisognosi.
Il 21 settembre 1947 partecipò all'ordinazione di monsignor Domingo Pérez Cáceres, vescovo di San Cristóbal de La Laguna nella cattedrale de La Laguna. Una targa posta nella cappella di Nostra Signora dei Rimedi ricorda questo evento.
Ebbe un ruolo di primo piano durante il Concilio Vaticano II (1962-65). In questa assise si distinse per i suoi interventi sulla libertà di culto e la separazione tra Chiesa e Stato. Presentò una mozione per revocare il diritto di presentazione, che permetteva allo Stato spagnolo di influenzare l'elezione dei vescovi. D'altra parte, difese il concetto di Chiesa dei poveri. Si dice che gli applausi suscitati dal suo intervento abbiano indotto il papa a vietare da allora in poi gli applausi durante il Concilio.
Il 19 marzo 1964 incoronò la statua di Nostra Signora della Solitudine nella cattedrale di Sant'Anna in nome dipapa Giovanni XXIII. Questa è l'unica incoronazione canonica di rango papale nella storia della diocesi delle Isole Canarie.
Uno dei suoi principali lasciti come vescovo fu la costruzione del nuovo seminario di Las Palmas de Gran Canaria.

### Ritiro e morte
Il 5 maggio 1964 fu colpito da un attacco di cuore che lo obbligò al ricovero per un mese in una clinica di Las Palmas. Durante il ricovero in ospedale apprese che nel quartiere Vegueta avrebbe aperto la casa-museo di Benito Pérez Galdós e organizzò una campagna contro questo evento. Egli considerava infatti il celebre scrittore un eretico e un anticlericale e cercò in tutti i modi di evitare l'inaugurazione della casa-museo che lo onorava, ma non riuscì a impedirne l'apertura.
Riuscì a superare la sua crisi cardiaca e nel settembre del 1965 tornò a Roma per partecipare all'ultima sessione del Concilio.
Seguendo le raccomandazioni conciliari, che indicavano che in alcuni casi, come la malattia o l'età avanzata, i vescovi potevano dimettersi dall'incarico, papa Paolo VI nell'agosto del 1966 pubblicò il motu proprio Ecclesiae Sanctae nel quale chiedeva ai vescovi di presentare spontaneamente le loro dimissioni all'età di 75 anni.
Pildain, che aveva già 76 anni al momento della pubblicazione del motu proprio, il 14 novembre 1966 venne ricevuto in udienza privata dal Papa e rassegnò le sue dimissioni alludendo alla sua età ormai avanzata e all'attacco di cuore che lo aveva colpito due anni prima. Il 16 dicembre 1966 il pontefice accettò la sua rinuncia al governo pastorale della diocesi e lo nominò vescovo di Pomaria. L'11 dicembre 1970 rinunciò al titolo ai sensi della nuova pratica stabilita per i prelati in pensione e assunse il titolo di vescovo emerito.
Decise di non tornare nella Spagna continentale e di continuare a risiedere a Las Palmas de Gran Canaria. Il suo successore, José Antonio Infantes Florido, che entrò in carica il 21 ottobre 1967, gli permise di rimanere in un'ala del Palazzo Vescovile, tra Plaza de Santa Ana e Calle Frías. Durante gli anni seguenti, fino alla sua morte, monsignor Pildain condusse una vita ritirata dedicandosi alla preghiera e alla lettura. Lasciava la sua dimora solo per camminare sul lungomare e celebrare la messa della domenica pomeriggio in cattedrale.
Il suo stato di salute si indebolì progressivamente e nel 1971 subì un nuovo infarto dal quale riuscì a riprendersi. Il 7 marzo 1973, le sue condizioni di salute peggiorarono così tanto che dovette essere ricoverato definitivamente alla Clinica di San Roque a Las Palmas de Gran Canaria. Morì il 7 maggio 1973 all'età di 83 anni. Dopo le esequie fu sepolto nella cappella di Santa Maria de La Antigua nella cattedrale di Sant'Anna.
Nel 1989 la Cassa di risparmio delle Isole Canarie pubblicò il suo catechismo.

## Genealogia episcopale
La genealogia episcopale è:
- Cardinale Scipione Rebiba
- Cardinale Giulio Antonio Santori
- Cardinale Girolamo Bernerio, O.P.
- Arcivescovo Galeazzo Sanvitale
- Cardinale Ludovico Ludovisi
- Cardinale Luigi Caetani
- Cardinale Ulderico Carpegna
- Cardinale Paluzzo Paluzzi Altieri degli Albertoni
- Papa Benedetto XIII
- Papa Benedetto XIV
- Papa Clemente XIII
- Cardinale Marcantonio Colonna
- Cardinale Giacinto Sigismondo Gerdil, B.
- Cardinale Giulio Maria della Somaglia
- Cardinale Carlo Odescalchi, S.I.
- Cardinale Costantino Patrizi Naro
- Cardinale Lucido Maria Parocchi
- Papa Pio X
- Papa Benedetto XV
- Cardinale Federico Tedeschini
- Vescovo Antonio Victor Pildain y Zapiain